# West Allis (Wisconsin)
West Allis es una ciudad ubicada en el condado de Milwaukee en el estado estadounidense de Wisconsin. En el Censo de 2010 tenía una población de 60.411 habitantes y una densidad poblacional de 2.044,6 personas por km².

## Geografía
West Allis se encuentra ubicada en las coordenadas 43°0′26″N 88°1′44″O / 43.00722, -88.02889. Según la Oficina del Censo de los Estados Unidos, West Allis tiene una superficie total de 29.55 km², de la cual 29.49 km² corresponden a tierra firme y (0.2%) 0.06 km² es agua.

## Demografía
Según el censo de 2010, había 60.411 personas residiendo en West Allis. La densidad de población era de 2.044,6 hab./km². De los 60.411 habitantes, West Allis estaba compuesto por el 86.73% blancos, el 3.64% eran afroamericanos, el 1.07% eran amerindios, el 2.04% eran asiáticos, el 0.03% eran isleños del Pacífico, el 3.57% eran de otras razas y el 2.92% pertenecían a dos o más razas. Del total de la población el 9.55% eran hispanos o latinos de cualquier raza.